# Tádzsik Szovjet Szocialista Köztársaság
A Tádzsik Szovjet Szocialista Köztársaság, rövidítve Tádzsik SZSZK, más néven Szovjet Tádzsikisztán, a Szovjetunió egyik tagállama volt 1929-től 1991-ig Közép-Ázsiában.
A Tádzsik Szovjet Szocialista Köztársaságot 1929. december 5-én hozták létre a Szovjetunió tádzsikok lakta területén. Elődje, a Tádzsik Autonóm Szovjet Szocialista Köztársaság (Tádzsik ASZSZK), amelyet 1924. október 14-én hoztak létre a szovjet Közép-Ázsia nemzetek elválasztásának folyamatában,az Üzbég SZSZK részeként. 1990. augusztus 24-én a Tádzsik SZSZK bejelentette szuverenitását határain belül. 1991. augusztus 31-én átnevezték a Tádzsik Köztársasággá, majd 1991. szeptember 9-én függetlenedett a Szovjetunióról. 
Földrajzilag, 143 100 négyzetkilométeren feküdt, délen Afganisztán, nyugatról az Üzbég SZSZK, északról a Kirgiz SZSZK, míg keletről Kína határolta. Az afgán Wakhan korridor választotta el Pakisztántól.

## Elnevezése
A tádzsik név egy olyan iszlám előtti törzs nevére utal, amely a hetedik század előtt vándorolt a mai ország területére. Tádzsikisztán Kongresszusi Könyvtára egy 1997-ben végzett kutatás alapján csak a név bizonytalan eredetét tudták kimutatni. A huszadik században politikai vitákba is gyakran belekeveredtek azzal kapcsolatban, hogy a török vagy iráni népnek számítanak-e Közép-Ázsia lakói.
Az ország hivatalos nyelve a tádzsik nyelv volt, amely eredetileg a perzsa északkeleti nyelvjárása volt, majd a szovjet uralom idején sztandardizálták. A 20-as, 30-as évekig latin, vagy perzsa ábécét használták, amelyet a környező (nem szovjet) államokban még manapság is használnak. A Tádzsik SZSZK-ban, az orosszal való könnyebb érthetőség miatt, áttértek a cirill írásmódra. Az ország elnevezése és kiejtése a legtöbb nyelvcsaládban hasonló, néhányszor azonos. Az ország hivatalos elnevezése négyszer módosult:
| Időpont                         | Név                                                                                     |
| ------------------------------- | --------------------------------------------------------------------------------------- |
| 1924. október 1929. december 5. | Tádzsik Autonóm Szovjet Szocialista Köztársaság Tádzsik Szocialista Szovjet Köztársaság |
| 1936. december 5.               | Tádzsik Szovjet Szocialista Köztársaság                                                 |
| 1991. augusztus 31.             | Tádzsik Köztársaság                                                                     |

## Története
A területet a Szovjetunió közép-ázsiai nemzetek szétválasztásának folyamatában, 1924 októberében létrehozott új államok közül az Üzbég Szovjet Szocialista Köztársaság vette birtokába. A tádzsikok ekkor még nem kaptak önálló SZSZK-t, hanem autonóm államként az Üzbég SZSZK alá lettek rendelve. Az új autonóm köztársasághoz csatolták az egykori Buharai Kánság keleti részét, aminek körülbelül 740 ezer lakosa volt. Az Üzbég SZSZK teljes lakossága 20 millió volt, ebből csupán 5 millióan éltek a Tádzsik ASZSZK-ban. Fővárosát, Dusanbét 1920-ban alapították, amelynek akkor 3000 lakosa volt. 1929 decemberében a Tádzsik ASZSZK-t leválasztották az Üzbég SZSZK-ról, és teljes jogállású Szocialista Szovjet Köztársaság lett. Abban az időben Sztálin után Sztalinabadnak nevezték át a fővárost. A Tádzsik SZSZK a legkisebb közép-ázsiai köztársaság volt. 1936. december 5-én átnevezték a Tádzsik Szovjet Szocialista Köztársaságba.
A Tádzsik SZSZK létrejöttével együtt bontakoztak ki a nemzeti érzelmek. A Szovjetunió első tádzsik nyelvű újságát 1926-ban adták ki. Az új oktatási intézmények ugyanabban az időben kezdték el működésüket. Az 1926-ban megnyílt első állami iskolák, amelyek mind a gyermekek, mind a felnőttek számára elérhetőek voltak, az alapfokú oktatást biztosították. Ugyanebben az évben alakult meg az első tádzsik kormány. A központi kormányzatban kevés tádzsik talált állást, a köztisztviselők többsége üzbég vagy orosz származású volt.
A szovjet uralom alatt Tádzsikisztán hatalmas gazdasági és társadalmi fejlődésen ment keresztül. A köztársaság életszínvonala azonban még mindig a legalacsonyabb a volt szovjet tagállamok között. A legtöbb ember még mindig falvakban él, amelyek 200-700 házból állnak és főként folyóvizek mentén épültek.
Sztálin 1953 márciusában bekövetkezett halála után Sztalinabad nevét 1961. november 10-én Dushanbére módosították az antisztálinista program részeként.
1990 februárjában a tádzsikok és az örmények közötti feszültségek Dushanbéban erőszakba torkolltak: 26 ember halt meg és 565-en sérültek meg, a szovjet csapatoknak kellett felszámolni a zavargásokat. Yaqub Salimov belügyminiszter és az ifjúsági aktivisták is tagadták a zavargásokon való részvételüket.
1990. augusztus 24-én a Tádzsik SZSZK bejelentette függetlenségét a szovjet rendelkezések alól. 1991 márciusában Tádzsikisztán a népszavazáson részt vettek 96,85%-a a függetlenség mellett voksolt. A függetlenség kikiáltását azonban a moszkvai puccs hírére elhalasztották. A Tádzsik SZSZK 1991. augusztus 31-én megváltoztatta nevét Tádzsik Köztársasággá. Függetlenségét 1991. szeptember 9-én kiáltották ki a Szovjetuniótól, ami ugyanazon év december 25-én megszűnt. A függetlenség után polgárháborútört ki, amely hat évig tartott.

## Politika

### Kormányzat
Tádzsikisztán, mint minden más köztársaság a Szovjetunióban, hivatalosan szovjet szocialista köztársaság volt. Egyetlen legálisan működő pártja, Tádzsikisztán Kommunista Pártja a kormányzat, a politika és a társadalom minden szervét ellenőrzése alatt tartott. A Legfelsőbb Szovjet a köztársaság egykamarás törvényhozója volt, amelynek elnöke rendelkezett mind a végrehajtó és igazságügyi ágak, mind pedig a Dusanbe legfelsőbb szovjet épületében összehívott tanács tagjai fölött. Az 1991-es függetlenség óta az egykamarás parlament megmaradt, de 1999-től az elnöki rendszerrel együtt kétkamrás rendszert vezettek be. A köztársaság kormányzati felosztása hasonló volt más szovjet köztársaságokéhoz.

### Hadügy
Tádzsikisztán volt az egyetlen közép-ázsiai köztársaság, amely nem alakított ki hadsereget a szovjet fegyveres erők vezetése alatt. Ugyanekkor a védelmi minisztérium alatt álló szovjet egységek állomásoztak az országban. Az 1990-es évek elején a tádzsik hadsereg volt a legkisebb létszámú a Szovjetunióban, és többségük így is orosz származású volt. A hadsereg nem tudta hatékonyan megvédeni a kormányzati rendszert, amint azt az 1990-es dushanbéi zavargások bizonyítják. A szovjet határőrök nagyobbik hányadát Moszkvából irányították, de fennállt egy kisebb tádzsik alakulat is.

## Gazdaság
Mint minden más köztársaságba a Szovjetunióban, a gazdaság itt is erősen központosított volt. Az ország függetlensége után a gazdaság lassú átmeneten megy keresztül.

### Ipar
A könnyűipar és az élelmiszeripar az ipari termelés több mint 60%-át tette ki. A nehézipar fő ágai a villamos energia, a bányászat, a színesfémkohászat, a gépgyártás és a fémmegmunkálás, valamint az építőipar voltak. A bányászati tevékenységek barnaszénre, olajra és földgázra koncentrálódtak. A színesfém iparágak jelentős üzemei a tursunzadéi alumíniumgyár és az Isfara hidrometalurgiai üzem volt. A gyártott termékek voltak az ipari tekercsek, mezőgazdasági gépek, textilanyagok, áramellátási és hírközlési berendezések, transzformátorok, háztartási hűtők, kábelek és egyéb elektronikai berendezések,fő központjuk a főváros, Dusanbe volt). A vegyipar fontosabb képviselői a Kurgan-Tube-i nitrogéntartalmú műtrágya, a Yavan elektrokémiai eszközök és a dusanbéi műanyag termékek. A könnyűipar fő ágai a gyapot, a selyem és a szőnyeg szövés. Az élelmiszeriparban a gyümölcskonzerv, a növényi olaj és az étkezési zsírtermelés állt az élen.

### Mezőgazdaság
1986-ban 299 állami és 157 kollektív gazdaság működött az országban. A művelhető mezőgazdasági földterület 4,2 millió hektár volt.
A nagy öntözési munkálatok miatt az öntözött földterület 1986-ban elérte a 662 ezer hektárt. A mezőgazdaság a bruttó nemzeti termelés 65%-át adta. A mezőgazdaság legfontosabb növényét, a gyapotot (gyapottermesztés 1986-ban 922 ezer tonna volt) Fergana, Vakhsh és a Hissar völgyekben termesztettek. Tádzsikisztán volt a Szovjetunió legfontosabb pamuttermelő országa. Termesztett növények voltak még a dohány, a gólyaorr és a len, valamint az étkezés szempontjából jelentős szezám. A növények mintegy 20%-át gabonafélék (a bruttó gabonatermés 1986-ban 246 ezer tonna volt) tették ki. Citrusféléket, szőlőt és dinnyét termesztettek. Jelentős iparágnak számított még a hús- és textilipar. Állatállományát (1987-ben, millióban): szarvasmarha – 1,4 (beleértve a tejelő teheneket – 0,6), juhok és kecskék – 3,2. adták, de volt selyemhernyó-tenyésztés is.

## Közlekedés
Közlekedési ágak hosszúsága (1986-ban):
- Vasútvonalak – 470 km
- Közutak – 13,200 km (ebből kiépített – 11,600 km)
- Repülőterek - 1 db (Dusanbei nemzetközi repülőtér)

## Fordítás
Ez a szócikk részben vagy egészben  a   Tajik Soviet Socialist Republic című angol Wikipédia-szócikk ezen változatának fordításán alapul.  Az eredeti cikk szerkesztőit annak laptörténete sorolja fel. Ez a jelzés csupán a megfogalmazás eredetét és a szerzői jogokat jelzi, nem szolgál a cikkben szereplő információk forrásmegjelöléseként.